# Olympische Sommerspiele 1988/Teilnehmer (Nepal)
| Gelbes Symbol für Goldmedaillen mit stilisierten Olympischen Ringen | Graues Symbol für Silbermedaillen mit stilisierten Olympischen Ringen | Braundes Symbol für Bronzemedaillen mit stilisierten Olympischen Ringen |
| ------------------------------------------------------------------- | --------------------------------------------------------------------- | ----------------------------------------------------------------------- |
| —                                                                   | —                                                                     | —                                                                       |

Nepal nahm an den Olympischen Sommerspielen 1988 in Seoul, Südkorea, mit einer Delegation von 16 Sportlern (13 Männer und drei Frauen) teil, was der bisher (Stand: 2019) höchsten Anzahl entspricht. Erstmals nahmen auch Frauen aus Nepal an Olympischen Spielen teil.

## Teilnehmer nach Sportarten

### Boxen
- Damber Dutta Bhatta
Halbfliegengewicht: 32. Platz

- Bishnu Bahadur Singh
Fliegengewicht: 17. Platz

- Rambahadur Giri
Bantamgewicht: 17. Platz

- Dalbahadur Ranamagar
Leichtgewicht: 33. Platz

- Jhapat Singh Bhujel
Halbweltergewicht: 32. Platz

### Gewichtheben
- Bharat Sawad
Fliegengewicht: 22. Platz

### Judo
- Rishiram Pradhan
Halbleichtgewicht: 34. Platz

- Gangabahadur Dangol
Leichtgewicht: 19. Platz

### Leichtathletik
- Hari Bahadur Rokaya
1500 Meter: Vorläufe
5000 Meter: Vorläufe
10.000 Meter: Vorläufe

- Baikuntha Manandhar
Marathon: 54. Platz

- Tika Bogati
Marathon: 66. Platz

- Krishna Bahadur Basnet
Marathon: 86. Platz

- Dambar Kuwar
110 Meter Hürden: Vorläufe
400 Meter Hürden: Vorläufe
Zehnkampf: 34. Platz

- Raj Kumari Pandey
Frauen, Marathon: 60. Platz

- Menuka Rawat
Frauen, Marathon: 61. Platz

### Schießen
- Parbati Thapa
Frauen, Luftgewehr (10 Meter): 43. Platz